# Olvis Egüez
Olvis Egüez Oliva (Santa Cruz de la Sierra, 13 de junio de 1980) es un abogado, exfiscal y magistrado boliviano que desde el 23 de junio de 2020 al 13 de julio de 2021 ejerció el cargo de Presidente del Tribunal Supremo de Justicia de Bolivia.
En las elecciones judiciales de 2017 fue elegido por sufragio universal como Magistrado del Tribunal Supremo de Justicia por el Departamento de Santa Cruz, siendo posesionado el 3 de enero de 2020.